# Johannes Cornelis Muller Az.
Johannes Cornelis Muller Az. (1805 – 28 januari 1876) was een Surinaams drukker, uitgever en politicus.
Hij was drukker van onder andere 'Surinaamsche Courant (en) Gouvernements Advertentieblad' maar hij was ook politiek actief.
Nadat het Statenlid J.V. Bouguenon was opgestapt werd Muller eind 1871 bij tussentijdse verkiezingen verkozen tot lid van de Koloniale Staten. Begin januari 1876 nam hij als Statenlid ontslag vanwege ziekte en hoge ouderdom. Later die maand overleed hij op 70-jarige leeftijd.